# Luis Felipe Letelier
Luis Felipe Letelier Icaza (Talca, 3 de diciembre de 1906-Santiago de Chile, 18 de enero de 1993) fue un abogado, profesor, empresario y político conservador chileno. Se desempeñó como senador de la República en representación de la 6ª Agrupación Provincial, durante el período legislativo entre 1957 y 1965. Además, fue biministro de Estado durante el gobierno del presidente radical Gabriel González Videla.

## Familia y estudios
Nació en la comuna chilena de Talca el 3 de diciembre de 1906, hijo de Rafael Letelier Pozo y de Luisa Icaza Barros. Realizó sus estudios primarios y secundarios en el Liceo de San Bernardo y en el Patrocinio de San José de Santiago de Chile. Luego, continuó los superiores en la carrera de derecho en la Pontificia Universidad Católica (PUC), titulándose como abogado en 1930, con la presentación de la tesis El asegurado en el seguro contra incendio. Por esta tesis obtuvo el «Premio Manuel Antonio Tocornal».
Se casó con Lía Pérez-Cotapos Errázuriz, con quien tuvo ocho hijos: Luis Felipe, María Lía, María Loreto, Carmen, Paz, Juan Bosco, Francisco y Gabriel.

## Actividad profesional
Se dedicó a ejercer su profesión libremente en Santiago; fue abogado del Consejo Nacional de Comercio Exterior y profesor de Código de Comercio en la PUC, casa de estudios de la que ejerció como secretario general.
Entre otras actividades, fue presidente de la Compañía de Seguros Carrera S.A.; director del Instituto Sanitas y Anilinas S.A., del Hipódromo Chile y de la Sociedad Agrícola y Forestal Colcura. Entre 1949 y 1957, trabajó en la División Comisiones de Confianza, sección inmobiliaria del Banco de Chile; y simultáneamente en 1951, ejerció como gerente de la Compañía Aurífera Madre de Dios.
Fue socio del Club de La Unión y del Automóvil Club de Chile.

## Actividad política
Inició sus actividades políticas al integrarse al Partido Conservador Unido. Bajo la presidencia del radical Gabriel González Videla, el 7 de julio de 1948 fue nombrado como ministro de justicia hasta el 25 de mayo de 1949. De la misma manera, entre el 1 de febrero de 1949 y el 25 de mayo de 1949, se desempeñó como ministro del Trabajo, en calidad de subrogante (s).
En las elecciones parlamentarias de 1957, fue elegido como senador por la Sexta Agrupación Provincial (correspondiente a las provincias de Curicó, Talca, Linares y Maule), por el periodo legislativo 1957-1965. Integró la Comisión Permanente de Educación Pública, presidiéndola; la de Salud Pública; la de Trabajo y Previsión Social; y la de Gobierno. Fue miembro del Comité Parlamentario del Partido Conservador Unido.
Entre las mociones presentadas que fueron ley de la República durante su gestión parlamentaria, están la ley n° 14.631, del 21 de septiembre de 1961, sobre «derogación de la Ley sobre Consejerías Parlamentarias» y la ley n° 14.894, del 6 de septiembre de 1962, «relativa a beneficios para los ocupantes del edificio "Arlegui" de Viña del Mar».
Falleció en Santiago, el 18 de enero de 1993.

## Barrio Pedro de Valdivia Norte

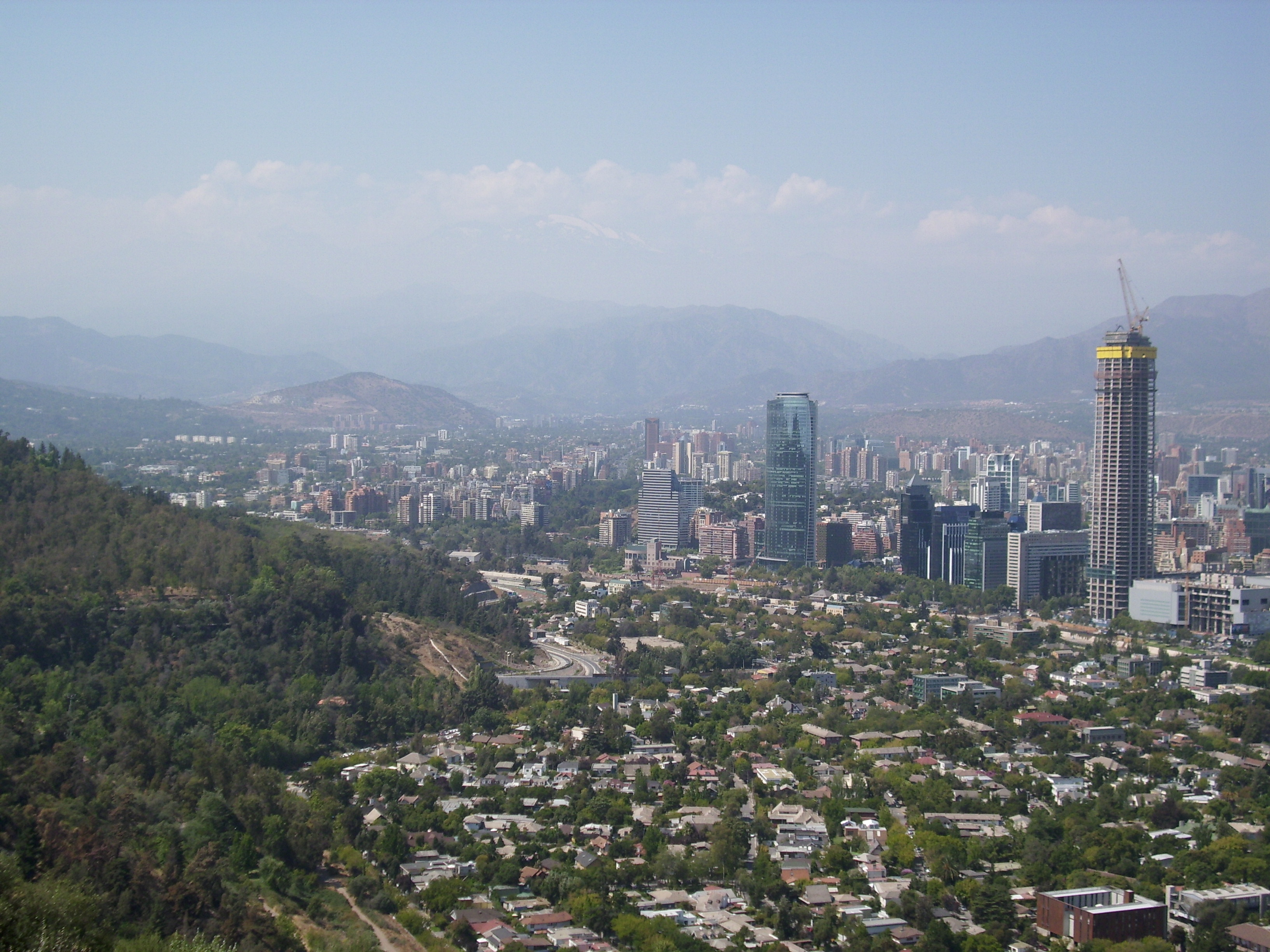
Barrio Pedro de Valdivia Norte

En 1948 ideó el desarrollo urbano del barrio Pedro de Valdivia Norte y buscó como socios a Ricardo Labarca Benítez y Arturo Lyon Cousiño. En conjunto compraron los terrenos de Pedro de Valdivia Norte y comenzaron a realizar su desarrollo inmobiliario. En esta labor fueron sus colaboradores directos Ignacio Cousiño Aragón y Eugenio Cruz Vargas.[cita requerida]
En 1948 falleció su hermano, Fernando Letelier Icaza, director del Colegio San Francisco Javier de Puerto Montt, por esta razón que el puente que une este barrio con Providencia fue bautizado con el nombre de Padre Letelier.